# Diaporthe
Diaporthe è un genere di funghi Ascomiceti.

## Specie principali
- Diaporthe arctii
- Diaporthe citri
- Diaporthe dulcamarae
- Diaporthe eres
- Diaporthe helianthi
- Diaporthe lokoyae
- Diaporthe melonis
- Diaporthe orthoceras
- Diaporthe perniciosa
- Diaporthe phaseolorum
- Diaporthe rudis
- Diaporthe tanakae
- Diaporthe toxica